# Rude Tube
Rude Tube – brytyjski program rozrywkowy nadawany obecnie na kanale TV6. Wszystkie odcinków programu zostały przedstawione przez angielskiego komika Alex Zane. Rude Tube to wyjątkowa składanka najlepszych i najgorszych materiałów, jakie można znaleźć na YouTube. Program zaprasza was w szaloną podróż po świecie, w którym gwiazdą można stać się nieoczekiwanie.